# Stratégie militaire
Pour les articles homonymes, voir stratégie (homonymie).

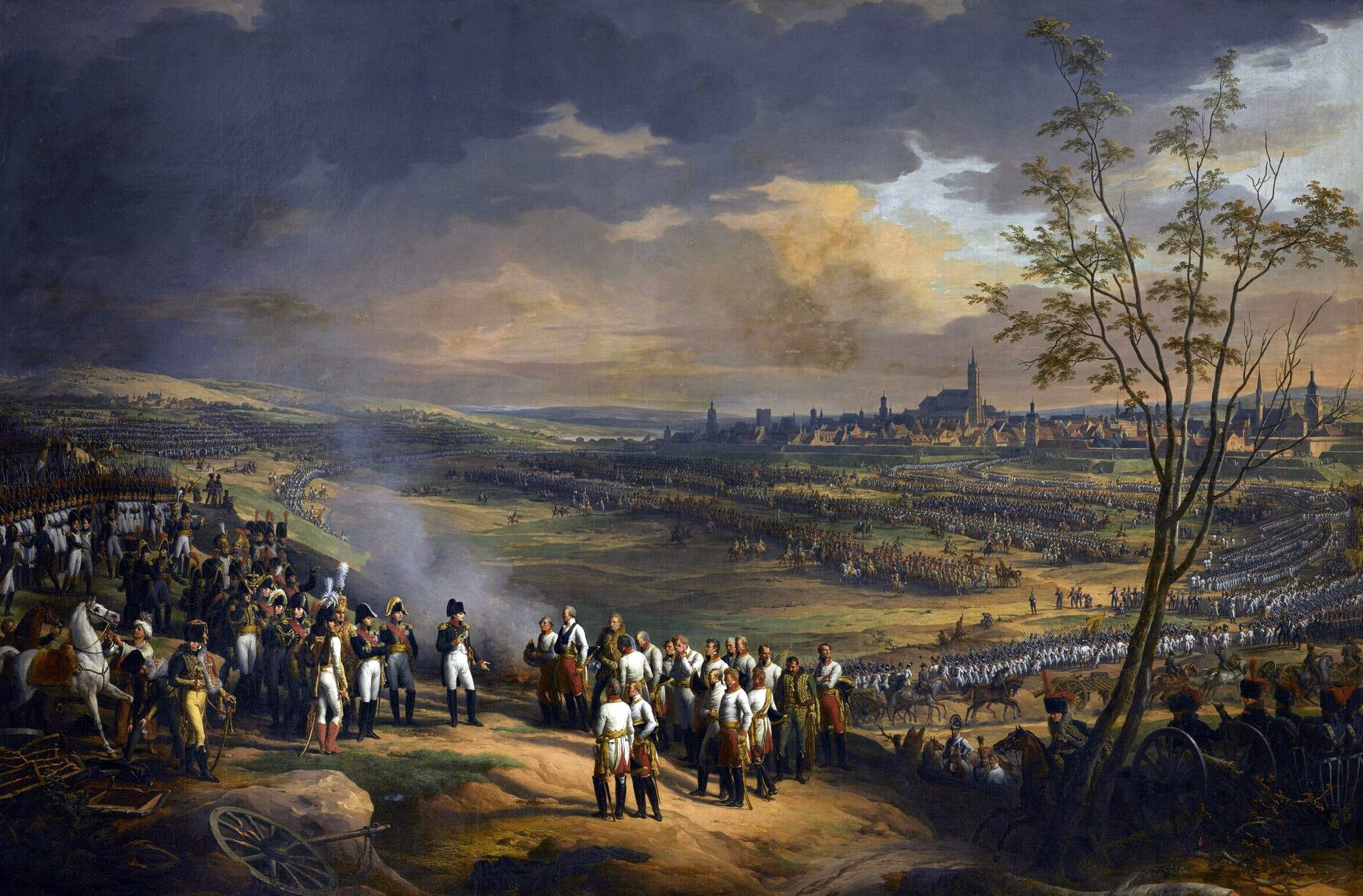
Ulm, 1805. Reddition sans combat de l'armée autrichienne à Napoléon.

La stratégie militaire est l'art de coordonner — au plus haut niveau de décision — l'action de l'ensemble des forces militaires de la Nation pour conduire une guerre, gérer une crise ou préserver la paix.

## Étymologie
Le mot stratégie a des origines athéniennes et militaires. Il provient du grec strategos. Au Ve siècle av. J.-C., un strategos ou stratège était un magistrat élu ou coopté qui dirigeait notamment les questions de politique militaire d'Athènes. En 900, l'empereur byzantin Léon VI le Sage parle dans son traité sur la tactique de l'« art du strategos » pour traduire le latin Ars bellica.
C'est le lieutenant-colonel Joly de Maïzeroy qui invente le mot « stratégie » (du grec "strategein", "conduire une armée") en 1771— après avoir essayé « la stratégique » sur le modèle de la tactique, la logistique— dans sa traduction de Tactica comme « art du général ».

## Définition

### Citations
Selon l'OTAN dans son règlement AAP6 : « Composante d'une stratégie nationale ou multinationale, qui traite de la façon dont la puissance militaire doit être développée et appliquée dans l'intérêt du pays ou du groupe de pays. »

Pour Claude Le Borgne, général de corps d'armée et écrivain (La Guerre est morte) : « La stratégie est l'art de faire la guerre intelligemment ».
« La stratégie est l'art de faire la guerre sur des cartes » - Antoine de Jomini (général)
« La stratégie est l'art de la dialectique des volontés employant la force pour résoudre leur conflit. » — André Beaufre (Général).

« La stratégie est l'art des plans de campagne et la tactique, l'art des batailles. »

— Napoléon, Le Mémorial de Sainte-Hélène (1815-1821)

« La tactique est la théorie de l’emploi des forces dans l'engagement alors que la stratégie est celle de l’emploi de l'engagement en vue de la décision finale. »

— Carl von Clausewitz, De la guerre (1816-1830)

### Branches de la stratégie
Dans Maximes de guerre de Napoléon (1898), le général Grouard sépare la stratégie en trois parties :
- les éléments, c'est-à-dire les directions à suivre, les objectifs[7], soit le ou les centres de gravité ;
- les principes, les règles d'après lesquelles on doit combiner ces éléments[7] ;
- les moyens, les procédés qui servent à déterminer et réaliser les combinaisons[7].

## Mise en œuvre de la stratégie
La mise en œuvre de la stratégie consiste à définir et conduire des actions cohérentes intervenant selon une logique séquentielle pour réaliser ou pour atteindre un ou des objectifs. Au niveau opérationnel elle se décline en plans d'actions par domaines et par périodes, y compris éventuellement des plans alternatifs utilisables en cas d'évènements changeant fortement la situation.
L'établissement d'une stratégie exige :
- d'une part, l'estimation de probabilités de réalisation des éventualités susceptibles d'être retenues, en vertu des rapports de force ;
- d'autre part, l'adoption d'une règle ou d'un indicateur de préférence permettant de classer les résultats escomptés par la mise en œuvre de différents scénarios.

La stratégie militaire se présente sous deux formes : le niveau d'organisation et le mode de conduite.
L’enveloppement stratégique consiste à attaquer au niveau supérieur des règles de conduite plutôt que d’affronter directement les forces vives. Pour s'opposer à un envahisseur et protéger une fortification ou une ville, la stratégie à adopter relève d'une défense. On entend par forces stratégiques, les forces, qui mettent en œuvre la dissuasion nucléaire, dotées d'armes nucléaires stratégiques (emploi politique), délivrées par des bombardiers stratégiques ou des missiles balistiques stratégiques.

## Théorie des contextes

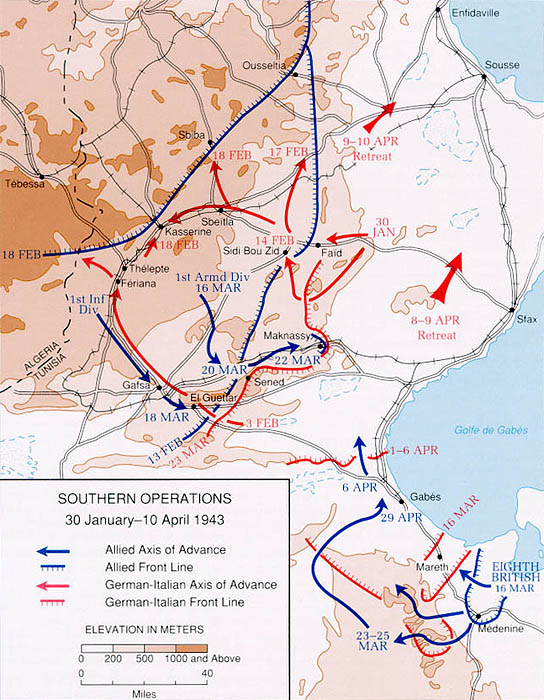
Opérations, de la bataille de Médénine à celle de Kasserine

Dans la hiérarchie des niveaux de contrainte ou de dépendance de la Théorie des contextes d’Anthony Wilden, le niveau politique est celui du choix entre la paix et la guerre et de l’attribution des ressources à la paix ou la guerre. Alors, la politique oriente, délimite et organise les stratégies militaire et diplomatique pour réaliser les buts de guerre ou paix. La stratégie, à son tour, oriente, délimite et organise les batailles dans lesquelles se trouvent des combats tactiques.
Une bataille peut se conclure par deux vainqueurs, ainsi la Bérézina est une victoire tactique russe au vu des pertes françaises, mais elle est aussi considérée comme une victoire stratégique de Napoléon Ier qui a pu échapper à l'encerclement avec son état-major et un noyau de bonnes troupes.
Lors de la campagne de France de 1814, une série de victoires tactiques de Napoléon a précédé une défaite stratégique : la bataille de Paris où les Alliés marchent sur la capitale et provoquent la chute du régime français.
Le maréchal Rommel volait de victoires tactiques en victoires tactiques (Tobrouk, etc) vers la défaite stratégique de la bataille d’Afrique du Nord (par consomption logistique et par manque d'effectifs : 200 chars allemands contre 600 britanniques à El-Alamein, 160 contre 600 pour la bataille de Médédine sur la ligne Mareth). La défaite de l’Axe en Afrique du Nord a conduit directement aux débarquements en Sicile et en Italie, annonciateurs du débarquement en Normandie, du commencement de la fin pour l’Axe.
Une stratégie sans politique est la perte d’une guerre, comme la première guerre d’Indochine d’Indépendance du Viêt Nam et la Deuxième Guerre d’Indochine de réunification du Viêt Nam ou guerre du Viêt Nam. Ces guerres ont été conduites dans la hiérarchie de contrainte ou de dépendance, de la politique à la stratégie jusqu’aux combats tactiques à l’intérieur d’une bataille choisie et organisée par une stratégie militaire.

## Grands stratèges

### Antiquité

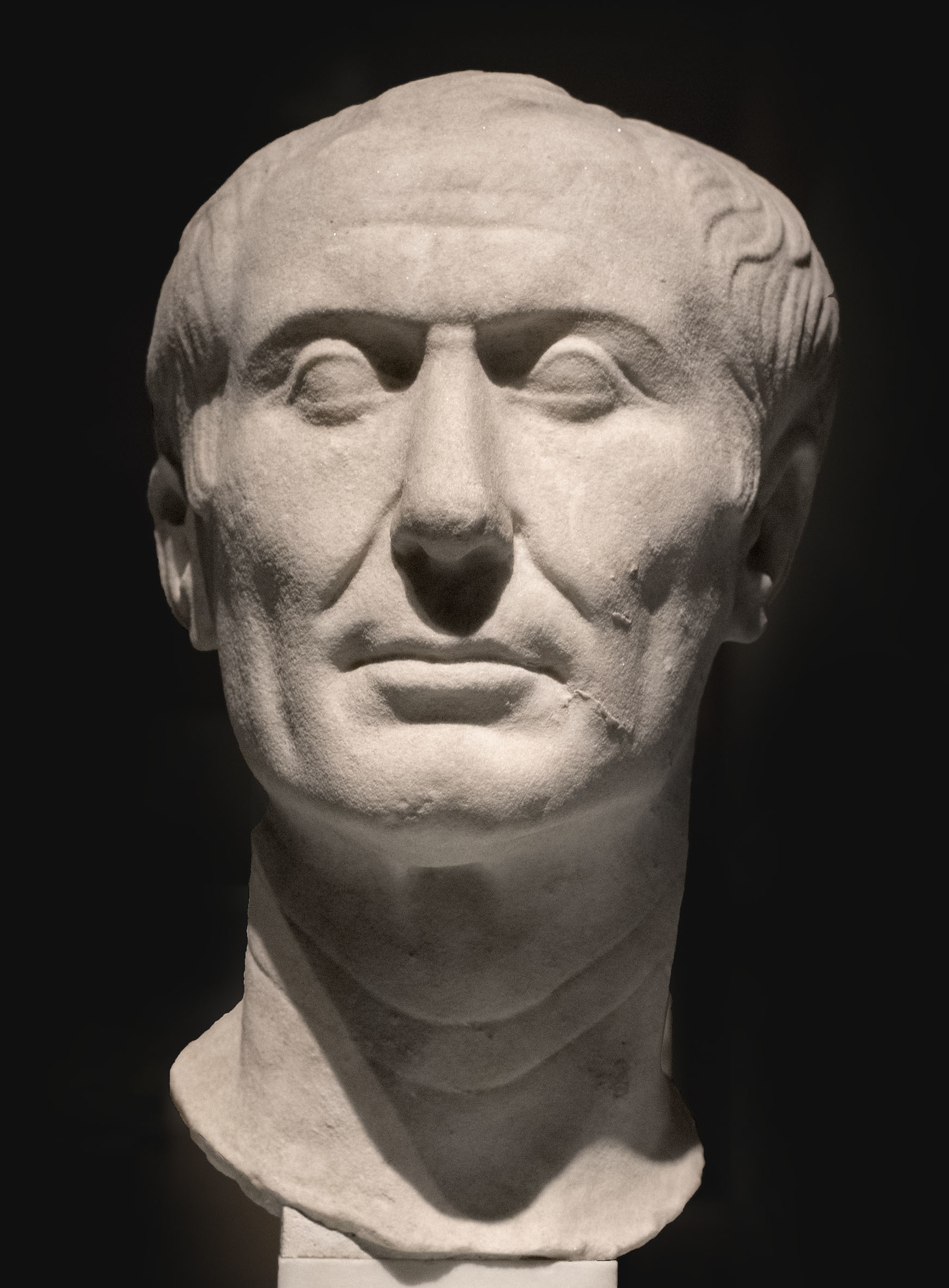
Jules César.

- Sun Tzu
- Alexandre le Grand
- Fabius Maximus
- Scipion l'Africain
- Lucullus
- Hannibal
- Jules César

### Moyen-Âge

Gengis Khan.

- Khalid ibn al-Walid
- Guillaume le Conquérant
- Saladin

- Gengis Khan
- Tamerlan
- Bertrand du Guesclin
- Jan Zizka
- Ahmed al-Mansour

### Époque moderne
- Oda Nobunaga
- Alexandre Farnèse
- Maurice de Nassau
- Gustave II Adolphe

- Turenne
- Le Grand Condé
- Duc de Marlborough
- Prince Eugène
- Nader Chah
- Frédéric le Grand

### Époque contemporaine

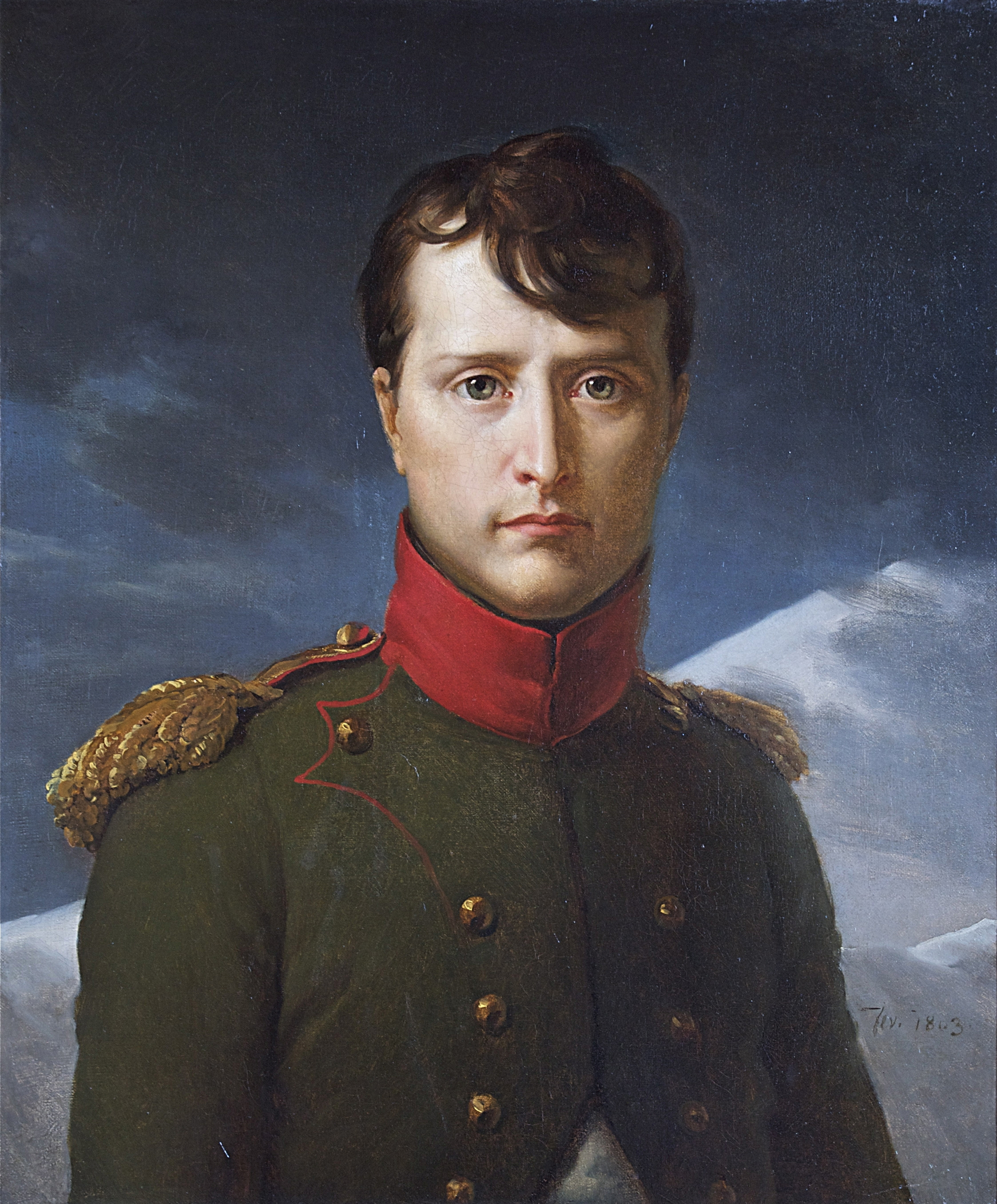
Napoléon.

- Alexandre Souvorov

- Napoléon
- Michel Barclay de Tolly
- Duc de Wellington
- Ulysses S. Grant
- Helmuth von Moltke
- Philippe Pétain
- Mikhaïl Toukhatchevski
- Erich von Manstein
- Erwin Rommel
- George Patton
- Võ Nguyên Giáp
- Abdelkrim el-Khattabi